# Liste der Kulturdenkmäler in Kaltenborn
In der Liste der Kulturdenkmäler in Kaltenborn sind alle Kulturdenkmäler der rheinland-pfälzischen Ortsgemeinde Kaltenborn einschließlich der Ortsteile Herschbach und Jammelshofen aufgeführt. Im Ortsteil Hochacht sind keine Kulturdenkmäler ausgewiesen. Grundlage ist die Denkmalliste des Landes Rheinland-Pfalz (Stand: 12. Juni 2023).

## Einzeldenkmäler
| Bezeichnung                             | Lage                                                                      | Baujahr                             | Beschreibung | Bild                                    |
| --------------------------------------- | ------------------------------------------------------------------------- | ----------------------------------- | --- | --------------------------------------- |
| Katholische Kirche St. Hippolytus       | Herschbach, Talstraße Lage                                                | 1724                                | Westturm, bezeichnet 1724, Saalbau, 1826–28, Architekt Schmitz oder Ferdinand Nebel                                                 | weitere Bilder Fotos hochladen          |
| Kreuz                                   | Herschbach, Talstraße, auf dem Friedhof Lage                              | 19. Jahrhundert                     | Kreuz, 19. Jahrhundert | BW                                      |
| Kreuze                                  | Herschbach, Gemarkung                                                     | ab 1601                             | Nischentyp, bezeichnet 1601, 1712 und 1743; Grabkreuz, bezeichnet 1717                                                              | Direkt Bild zu diesem Denkmal hochladen |
| Backhaus                                | Jammelshofen, Bergstraße 7 Lage                                           |                                     | Backhaus | BW                                      |
| Wohnhaus                                | Jammelshofen, Bergstraße 12 Lage                                          | 18. Jahrhundert                     | Fachwerkhaus, teilweise massiv, 18. Jahrhundert, Bruchsteinscheune; Gesamtanlage                                                    | BW                                      |
| Katholische Filialkirche St. Wendalinus | Jammelshofen, Kirchstraße Lage                                            | 1921                                | Bruchsteinsaalbau, 1921, Dombaumeister Reinhold Wirtz, Trier                                                                        | weitere Bilder Fotos hochladen          |
| Wegekreuz                               | Jammelshofen, Zum Mühlbusch, auf dem Friedhof Lage                        | 1804                                | Wegekreuz, bezeichnet 1804 | BW                                      |
| Kapelle                                 | Jammelshofen, westlich des Ortes an der L 10; Distrikt Ober dem Komp Lage |                                     | Saalbau | Fotos hochladen                         |
| Katholische Kirche St. Servatius        | Kaltenborn, Hauptstraße Lage                                              | erstes Viertel des 13. Jahrhunderts | dreigeschossiger spätromanischer Turm, erstes Viertel des 13. Jahrhunderts, neuromanische Halle, 1832–37, Architekt Ferdinand Nebel | weitere Bilder Fotos hochladen          |
| Kreuze und Kriegerdenkmal               | Kaltenborn, Hauptstraße, auf dem Friedhof Lage                            | ab 1782                             | Kreuz, bezeichnet 1782; in der Kirchwand Kreuze; Kriegerdenkmal, bekrönender Adler                                                  | BW                                      |
| Wegekreuz                               | Kaltenborn, an der L 90 am westlichen Ortseingang Lage                    | 1720                                | Wegekreuz, Nischentyp, bezeichnet 1720, Vanitassymbol bezeichnet 1700                                                               | BW                                      |